# SoftBank 930N
SoftBank 930N（ソフトバンク きゅう さん ぜろ エヌ）は、日本電気（NEC）が開発、製造したソフトバンクモバイルの第3世代携帯電話（SoftBank 3G・W-CDMA方式)端末である。

## 特徴
ソフトバンクモバイル向けのNEC端末では初の、9XXシリーズの端末で、以前からNTTドコモ向けに導入されている物に近い高機能薄型折りたたみ端末である。同日発表のN-08Aとデザイン、ハードウェア、ソフトウェアなどに非常に多くの共通点がある。
厚さは13.9mmに抑えられた薄型フォルムに、3.2インチのフルワイドVGA液晶を搭載している。
キーには、N-02A、N-08Aなどと同様に、イルミネーションがある。メインカメラには、約810万画素CMOSを搭載している。
ソフトバンクモバイル向けのNEC端末の「世界対応ケータイ」は、従来、3Gローミングにしか対応していなかったが、この端末では初のGSMローミングにも対応している。また同様に、GPSも初めて搭載されている。

## 主な機能・サービス
| 主な対応サービス                      | 主な対応サービス                        | 主な対応サービス                      |
| ------------------------------------- | --------------------------------------- | ------------------------------------- |
| S!一斉トーク                          | S!ともだち状況                          | Yahoo!mocoa                           |
| S!ループ                              | S!タウン                                | S!速報ニュース （おためしコンテンツ） |
| S!情報チャンネル （3Gお天気アイコン） | S!FeliCa                                | PCサイトブラウザ                      |
| 電子コミック                          | S!アプリ （メガアプリ）                 | 着うたフル／着うた                    |
| デコレメール （マイ絵文字）           | S!電話帳バックアップ                    | PCメール                              |
| コンテンツおすすめメール              | TVコール                                | 世界対応ケータイ                      |
| S!GPSナビ                             | デルモジ表示 （アニメビュー）           | ワンセグ                              |
| 3Gハイスピード （下り7.2Mbps対応)     | S!おなじみ操作                          | ダブルナンバー                        |
| 着デコ                                | きせかえアレンジ （カスタムスクリーン） |                                       |
| 安心遠隔ロック                        | モバイルウィジェット                    |                                       |

## 歴史
- 2009年5月19日 - ソフトバンクモバイルから発表
- 2009年6月19日 - 発売開始。

## 注
1. ↑  現在はNECカシオ モバイルコミュニケーションズに移管。